# Liste der Ramsar-Gebiete auf den Marshallinseln
Die Ramsar-Gebiete auf den Marshallinseln sind nach der 1971 beschlossenen Ramsar-Konvention besondere Schutzzonen für natürliche Feuchtgebiete auf dem Territorium des Landes. Sie besitzen gemäß dem Anliegen dieses völkerrechtlichen Vertrags eine hohe Bedeutung und dienen insbesondere dem Erhalt der Lebensräume von Wasser- und Watvögeln. Die zwei Ramsar-Gebiete haben eine Gesamtfläche von 70.119 Hektar.

## Liste
| Name des Gebiets               | Bild                           | Koordinaten                | Ramsar-Nr. | Fläche [ha] | Ausweisungsdatum | Anmerkungen |
| ------------------------------ | ------------------------------ | -------------------------- | ---------- | ----------- | ---------------- | --- |
| Jaluit-Atoll-Naturschutzgebiet | Jaluit Atoll Conservation Area | 6° 0′ 0″ N, 169° 34′ 0″ O  | 1389       | 69.000      | 13. Juli 2004    | Ein großes Atoll mit 91 Inseln und einer Landfläche von 700 ha, das eine Lagune umschließt und verschiedene relativ unberührte Lebensräume wie Korallenriffe, Sandstrände, Seegraswiesen und Mangroven umfasst. |
| Namdrik-Atoll                  | Namdrik Atoll                  | 5° 37′ 0″ N, 168° 6′ 29″ O | 2072       | 1.119       | 2. Feb. 2012     | Das Gebiet umfasst ein Atoll 390 Kilometer südwestlich der Hauptstadt Majuro, das sich zwischen zwei bewaldeten Inseln erstreckt.                                                                               |